# 미니멀 음악
미니멀 음악(minimal music) 또는 최소 음악(最小音樂)은 소리의 움직임을 최소한으로 억제해 패턴화된 음형을 반복시키는 음악으로, 현대 음악의 제1장르이다. 1960년대부터 활발하게 작곡된다. 최소주의적 음악 사조이다.

## 개요
미니멀 음악은 1960년대 미국에서 태어났다. 이 시기에 텔리 라이리의 《In C (1964)》나 스티브 라이히의 《It's Gonna Rain (1965)》 《Come out (1966)》 등의 작품이 작곡되었다. 라 몬테 영의 《현악 삼중주 (1958)》를 미니멀 음악의 시작으로 하는 설도 있다.
같은 시기에 유럽에서는 루치아노 베리오, 리게티 죄르지, 헨리크 그레트키들도 단순 반복에 의한 음악 어법을 시도하고 있어 이러한 작풍은 미국의 미니멀 음악과 유사하다.
에릭 사티의 후기 작품은 집요한 반복에 의해서 곡이 성립되고 있어 존 케이지의 초기 작품에 영향을 주고 있다는 점으로, 케이지의 뒤에 이어진 미니멀 음악으로 이어지는 음악사의 맥락에 깊게 영향을 주고 있다.
덧붙여 마이클 나이만은 1974년에 쓴 책에서 라 몬테 영에 언급한 마디에서, 젊은 안톤 베베른의 의견을 채택해 미니멀 음악의 기원을 음렬주의로 하고 있다. 영은 음렬이 형태를 바꾸어 제시되어도 동일 음높이가 동일 옥타브로 연주되는 경향을 '정적'이라고 해석 가능하다고 보았던 것이다.

## 대표적인 작곡가
아래와 같이 4명은 특히 대표적인 작곡가로 여겨진다
- 테리 라일리  Terry Riley - 미국
- 라 몬테 영  La Monte Young - 미국
- 스티브 라이히  Steve Reich - 미국
- 필립 글래스 - 미국

그 외의 작곡가
- 대니얼 렌츠  Daniel Lentz - 미국
- 시메온 텐 홀트  Simeon ten Holt - 네델란드
- 코닐리어스 카듀  Cornelius Cardew - 영국
- 마이클 나이먼  Michael Laurence Nyman - 영국
- 개빈 브라이어스  Richard Gavin Bryars - 영국
- 데이비드 베드퍼드  David Bedford - 영국
- 존 화이트  John White - 영국
- 조반니 솟리마 - 이탈리아
- 존 아담즈 - 미국
- 프레더릭 주스키  Frederic Rzewski - 미국
- 톰 존슨  Tom Johnson - 미국
- 글렌 브랜카  Glenn Branca - 미국
- 아르보 패르트 - 에스토니아
- 빔 메르턴스  Wim Mertens - 벨기에
- 루이 안드리센 - 네델란드
- 곤도 유즈루 - 일본
- 사카모토 류이치 - 일본
- 히사이시 조 - 일본
- 히라이시 히로카즈 - 일본

## 같이 보기
- 최소주의 Minimalism
- 최대주의 Maximalism
- 포크송
- 현대음악
- 마니에리슴의 음악
- 앰비언트
- 볼레로(라베르) - 최소한의와 거의 같은 발상의 전개를 실시하는 오케스트라의 발레곡.